# Kyōko Hinami
Kyōko Hinami (日南 響子 Hinami Kyōko?,  Prefectura de Aichi, Japón, 6 de febrero de 1994) es una gravure idol y actriz japonesa, principalmente conocida por su papel de Mitsuki Aoyagi/Akiba Azul en el serie Super Sentai Series y Hikounin Sentai Akibaranger. Está afiliada a Stardust Promotion.

## Filmografía

### Televisión
- Hammer Session! (2010)
- Rokudenashi Blues (2011)
- Hikounin Sentai Akibaranger como Mitsuki Aoyagi/Akiba Azul (2012)
- Hikounin Sentai Akibaranger: Temporada 2 como Mitsuki Aoyagi/Akiba Azul (2013, episodio 1)

### Anuncios de TV
- Harvest Moon: The Tale of Two Towns (2010)
- Pepsi NEX (2012)